# Boyfriend (Mabel)
Boyfriend is een nummer van de Britse zangeres Mabel uit 2020. Het verscheen op de deluxe editie van haar debuutalbum High Expectations.
Mabel zei dat het nummer als boodschap heeft dat "iemand in je leven willen, niet betekent dat je niet nog steeds die bitch kan zijn". De zangeres zingt dat ze een vriend wil, maar niet per se één nodig heeft. Het nummer bevat samples uit Remember Me (1997) van Blue Boy, dat ook weer een sample bevat uit Woman of the Ghetto (1969) van Marlena Shaw. "Boyfriend" werd vooral op de Britse eilanden een hit, met een 10e positie in het Verenigd Koninkrijk. In het Nederlandse taalgebied was de plaat minder succesvol; met in Nederland een eerste positie in de Tipparade, en in Vlaanderen een vierde positie in de Tipparade.

## Tracklijst
- Muziekdownload

1. "Boyfriend" - 3:46